# Charles Bagot
Pour les articles homonymes, voir Bagot.
Charles Bagot, né le 23 septembre 1781 à Blithfield Hall et mort le 19 mai 1843 à Kingston, est un diplomate et un administrateur colonial britannique. Au cours de sa carrière diplomatique, il négocie l'accord Rush-Bagot (en) puis une nouvelle délimitation des frontières de l'Amérique russe, et participe à des pourparlers lors de la révolution belge. Au poste de gouverneur général de la province du Canada de janvier 1842 à mars 1843, il est le premier à faire entrer au Conseil exécutif des personnalités canadiennes, au premier rang desquelles les réformistes Louis-Hippolyte La Fontaine et Robert Baldwin.

## Biographie
Charles Bagot est né le 23 septembre 1781 dans le château de Blithfield Hall, à proximité de la ville de Rugeley (Angleterre), de William Bagot et Elizabeth Louisa St John,. De famille aristocratique, il fréquente la Rugby School puis le Christ Church College d'Oxford où il obtient une maîtrise ès arts.
En 1806, il épouse Mary Charlotte Anne Wellesley-Pole, fille de William Wellesley-Pole et nièce du duc de Wellington.
En 1807, Charles Bagot est élu député de Castle Rising ; cependant il devient sous-secrétaire d’État de George Canning aux Affaires étrangères et siège peu. En 1809, à la fin du mandat, son amitié avec Canning et ses relations familiales lui ouvrent la voie d'une carrière diplomatique.

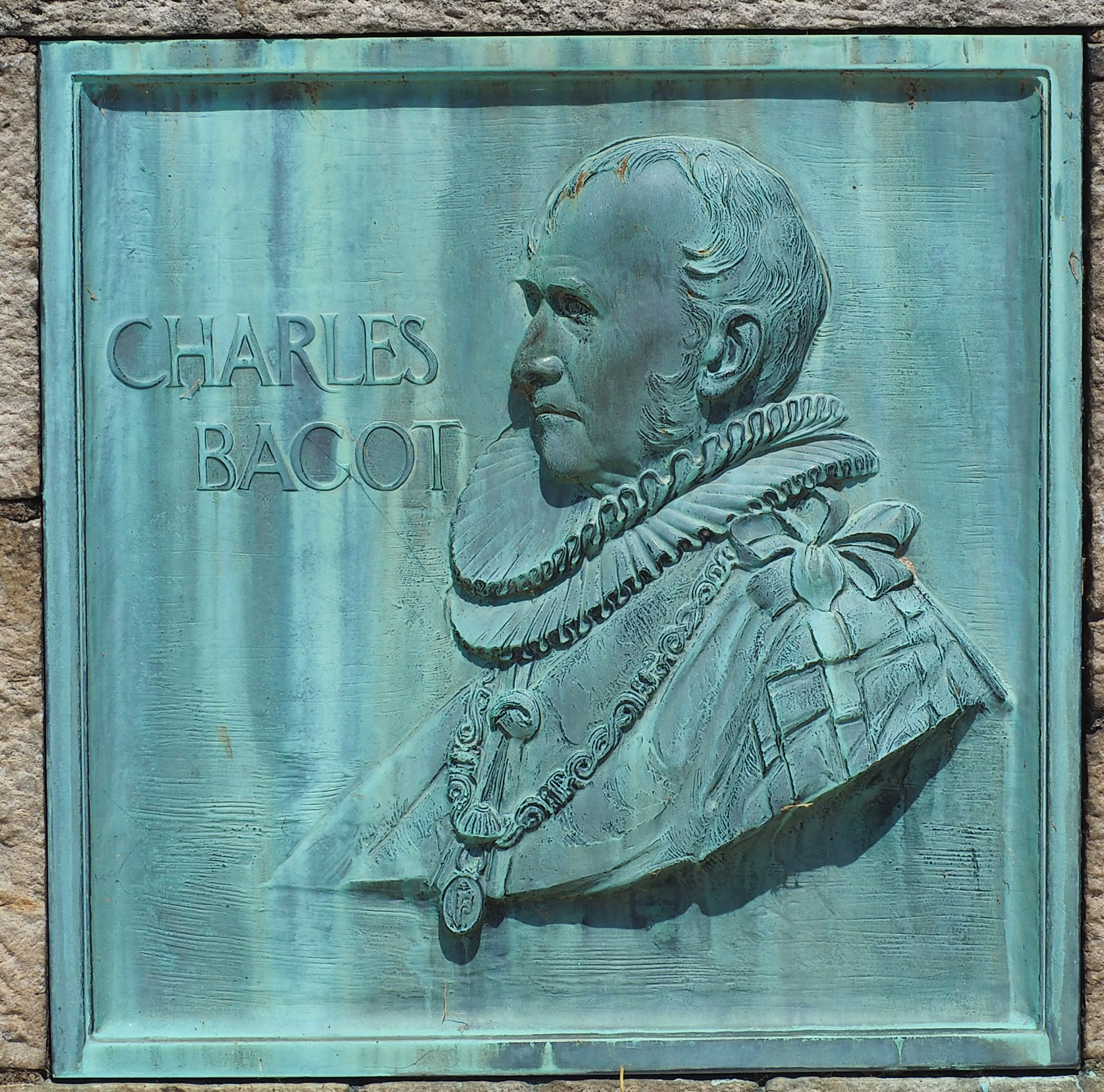
Mémorial à Charles Bagot, bas-relief à Fort Niagara, NY

Après un poste d'un an en tant que ministre plénipotentiaire en France, il est envoyé en juillet 1815 aux États-Unis où il négocie en 1817 l'Accord Rush-Bagot (en) sur la réduction des forces navales des Grands Lacs et du lac Champlain,. Après cela il rentre en Angleterre en 1819, où il est décoré grand-croix de l’Ordre du Bain. Il est alors envoyé en Russie en tant qu'ambassadeur de 1820 à 1824, et participe aux négociations du traité définissant les nouvelles frontières de l'Amérique russe, qui durera jusqu'à l'achat de l'Alaska par les États-Unis.
Entre 1824 et 1831 il réside comme ambassadeur à La Haye, et participe à des pourparlers à l'occasion de la révolution belge qui débouchera sur l'indépendance de la Belgique.
Le 12 janvier 1842, il prend ses nouvelles fonctions de gouverneur du Canada en remplacement de lord Sydenham,, sa nomination étant notamment due au fait que Bagot « était l’un des plus populaires ambassadeurs jamais accrédités auprès des États-Unis ». Il arrive dans un contexte où les réformistes anglophones et francophones réclament un gouvernement responsable que le ministère des Colonies leur refuse, et où sur instruction du même ministère il doit faire accepter l'unification du Bas-Canada et du Haut-Canada. De façon à s'assurer du soutien de l'Assemblée, d'intenses négociations ont lieu entre Charles Bagot et Louis-Hippolyte La Fontaine entre le 10 et le 14 septembre 1842, entraînant la formation d'un Conseil exécutif comprenant, entre autres, les réformistes La Fontaine et Robert Baldwin.
Bien que la composition de ce nouveau cabinet ait été d'abord très mal accueillie à Londres, cet épisode est historique puisqu'il s'agit de la première fois que des Canadiens entrent au gouvernement de leur pays. Cet épisode lui fait écrire au secrétaire d’État aux Colonies : « que le principe du gouvernement responsable soit ouvertement reconnu ou ne soit que tacitement accepté, en pratique il existe ». Durant son court mandat de gouverneur, il ordonne aussi la première extradition d'un esclave fugitif du Canada-Ouest vers les États-Unis, en statuant qu’il avait commis un délit en volant des biens inutiles à son évasion, ce qui provoque de la consternation au Canada-Ouest, et conduit à la codification de règles d'extradition,.
Mais sa santé se détériore, et il démissionne en janvier 1843 puis quitte ses fonctions le 30 mars de la même année. Il meurt peu de temps après, le 19 mai 1843, dans la résidence du gouverneur Alwington House située à Kingston.

## Hommages
Sont nommés en son honneur :
- Bagotville, secteur de Saguenay et ancienne ville du Québec ;
- La rue Bagot, à Québec[4].

Le district électoral de Bagot  a été nommé en son honneur entre 1867 et 1972. Il a été remplacé par la circonscription électorale provinciale de Johnson.